# Orellia
Orellia is een geslacht van insecten uit de familie van de Boorvliegen (Tephritidae), die tot de orde tweevleugeligen (Diptera) behoort.

## Soorten
- O. falcata: Morgensterboorvlieg (Scopoli, 1763)
- O. occidentalis (Snow, 1894)
- O. palposa (Loew, 1862)
- O. ruficauda (Fabricius, 1794)
- O. scorzonerae (Robineau-Desvoidy, 1830)
- O. stictica (Gmelin, 1790)